# 马特·古奥卡斯
小马太·乔治·“马特”·古奥卡斯（英語：Matthew George "Matt" Guokas, Jr.，1944年2月25日—），出生于宾西法尼亚州费城，美国前职业篮球运动员和教练。

## 职业球员生涯
古奥卡斯是1966-67赛季费城76人队NBA总冠军的成员，在球星威尔特·张伯伦,哈尔·格瑞尔,切特·沃克和比利·坎宁安之中也起了重要作用，帮助球队终结了波士顿凯尔特人队的八连冠。随后他还效力过布法罗勇士队, 芝加哥公牛队, 辛那提皇家队, 休斯敦火箭队和堪萨斯城国王队。1972-73赛季古奥卡斯的投篮命中率是仅次于张伯伦列全联盟第二位的，命中率达到了57.0%。

## 执教生涯
古奥卡斯退役后开始了他的执教生涯，执教过费城76人队并且是首任奥兰多魔术队主教练，教练生涯至今取得230胜-305负的执教成绩。在担任魔术队主教练前还担任过球队电视台和电台的分析员，以及NBC的球赛专业解说员。1990年代还曾担任过克利夫兰骑士队的专业解说员。

## 名人轶事
马特和他的父亲老马特·古奥卡斯是第一对都取得过NBA总冠军的球员父子；这种情况还出现在里克·巴里 (金州勇士，1975年NBA总冠军)和布伦特·巴里 (圣安东尼奥马刺，2005年和2007年NBA总冠军)这对巴里父子身上。